# Anna King
Pour les articles homonymes, voir King.
Anna King est une chanteuse américaine de soul. Elle est née le 9 décembre 1937 à Philadelphie et morte le 21 octobre 2002 dans la même ville. 
Elle commence à chanter à l’Église dès l’âge de six ans. Au début des années 1960 Anna King rejoint l’entourage de James Brown dans lequel elle remplace Tammi Terrell et commence parallèlement à enregistrer en solo. En 1964 parait l’album back to soul produit par James Brown lui-même. Bien qu’il connut un succès modeste, cet album reste un album de référence pour les amateurs de musique soul, et a d’ailleurs fait l’objet d’une réédition sous support vinyle et CD en 2006.
Après la parution de cet album Anna King se détache de James Brown en formant un groupe avec Sam Lathan ex-batteur du parrain de la soul, le temps d’une année. À la suite de cette expérience Anna King arrête une première fois sa carrière de chanteuse avant d'accompagner Duke Ellington pendant un an et demi. Elle va ensuite se produire avec différents groupes de Gospel avant de devenir pasteur dans le milieu des années 1970.

## Discographie
- 1964 : Back to soul